# Produktionsgebäude der C. H. Beckschen Buchdruckerei

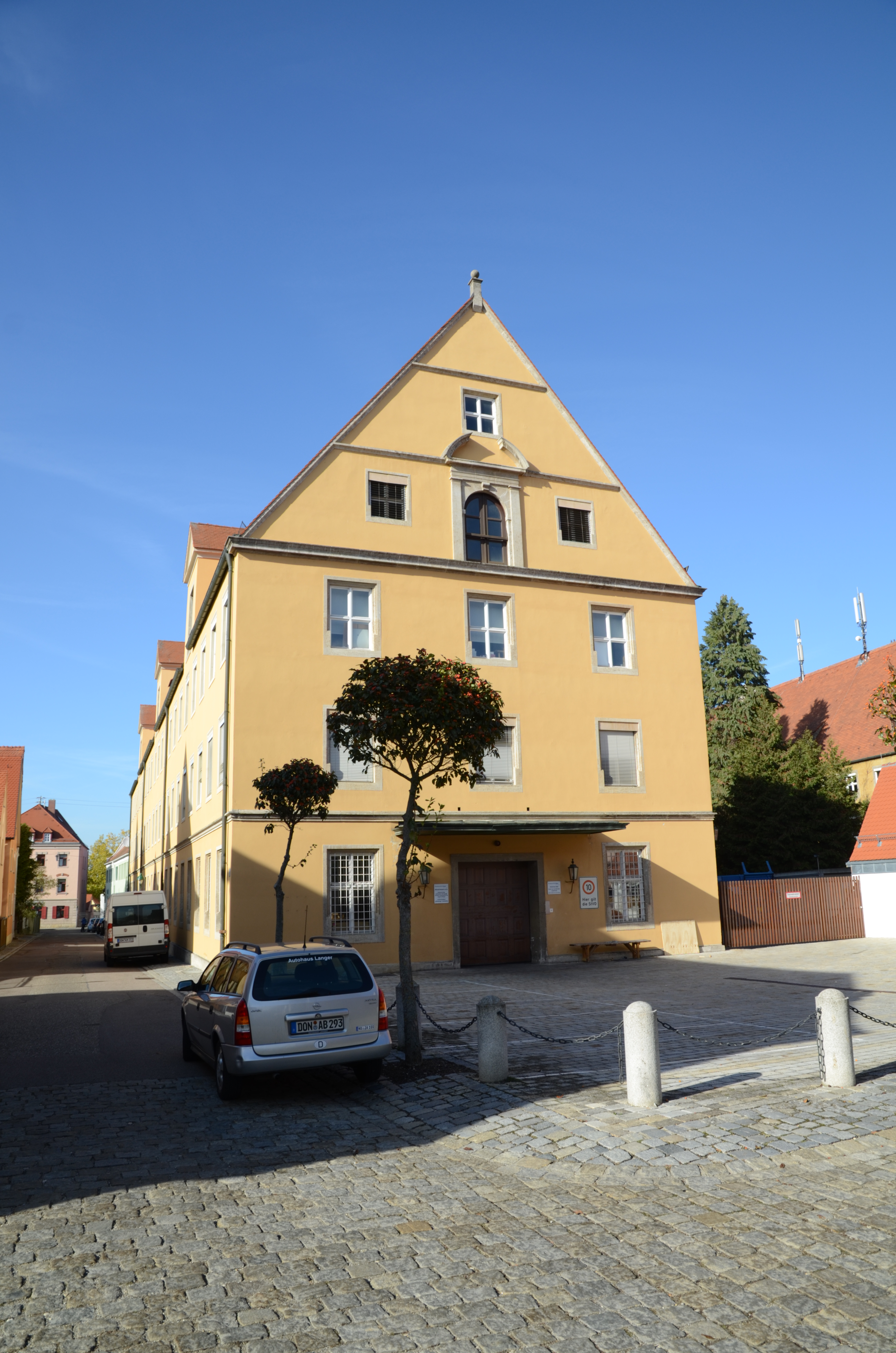
Das Produktionsgebäude der C. H. Beckschen Buchdruckerei in Nördlingen gesehen von der Bräugasse.

Das Produktionsgebäude der C. H. Beckschen Buchdruckerei in Nördlingen, einer Stadt im schwäbischen Landkreis Donau-Ries in Bayern, wurde nach Entwürfen von Roderich Fick (1886–1955) in den Jahren 1953/54 errichtet und 1966/67 nach Süden verlängert. Das Gebäude an der Lange Gasse 1 ist ein geschütztes Baudenkmal.

## Beschreibung
Die monumentale Mehrflügelanlage aus dreigeschossigen Satteldachbauten mit Zwerchgiebeln und Schleppgauben wurde an der Stelle eines langgestreckten Scheunenbaus aus dem 17. Jahrhundert errichtet. Die Natursteinrahmungen der Fenster und die Gesimse geben dem Gebäude Akzente.